# 曹云露
曹云露（1910年—1939年10月），男，安徽寿县人，中国政治人物，曾任中国共产党安徽省工作委员会书记。

## 生平
1928年加入中国共产党。
1939年10月被国民党反动派杀害。